# Samvel Shahramanián
Samvel Shahramanián (en armenio: Սամվել Շահրամանյան; Stepanakert, 1 de diciembre de 1978) es un militar y político artsají, que se desempeñó como último presidente de Artsaj hasta su anexión a Azerbaiyán. También se desempeñó como Ministro de Estado de la República de Artsaj desde agosto de 2023 hasta septiembre de 2023. Ha ocupado diversos cargos en Artsaj, como Ministro de Educación Militar Patriótica, Juventud, Deportes y Turismo, Secretario del Consejo de Seguridad de Artsaj y general de división en el Ejército de Defensa de Artsaj.

## Biografía
Shahramanián fue un estrecho socio del expresidente de Artsaj Bako Sahakyan. Durante su gobierno, Shahramanián fungió como director del Servicio de Seguridad Nacional de Artsaj.
El 29 de agosto de 2023, el presidente de Artsaj, Arayik Harutyunián, declaró que estaba considerando renunciar e ir a servir en la milicia de Artsaj. El 31 de agosto, Harutyunián anunció su renuncia como presidente de la República de Artsaj junto con el ministro de Estado Gurgen Nersisyan. Antes de su renuncia, en su decreto final, Harutyunián nombró a Shahramanián como Ministro de Estado, dándole amplios poderes.
El 6 de septiembre de 2023, se supo que tres facciones parlamentarias de la oposición (Justicia, Federación Revolucionaria Armenia y Partido Democrático de Artsaj) nominaron a Shahramanián como su candidato presidencial. Más tarde, la candidatura de Shahramanián fue apoyada por la facción más grande del Parlamento, la Patria Libre-UCA. En las elecciones presidenciales celebradas el 9 de septiembre, Shahramanián, que era el único candidato, fue elegido con un voto de 22-1 de los 23 diputados presentes.